# IC 5116
IC 5116 је спирална галаксија у сазвјежђу Индијанац која се налази на листи објеката дубоког неба у Индекс каталогу.
Деклинација објекта је - 70° 58' 59" а ректасцензија 21h 37m 5,2s. Привидна величина (магнитуда) објекта IC 5116 износи 13,1 а фотографска магнитуда 13,9. IC 5116 је још познат и под ознакама ESO 75-18, IRAS 21325-7112, PGC 67055.